# Treasure Island (San Francisco)
Pour les articles homonymes, voir Treasure Island.
Treasure Island est une île artificielle de la baie de San Francisco, située entre San Francisco et Oakland. Elle est reliée par un isthme à Yerba Buena Island, qui est elle une île naturelle. Treasure Island a été créée en 1939 pour l'Exposition internationale du Golden Gate par l'extraction de matériaux de la baie, et du tunnel creusé à travers Yerba Buena Island.
Treasure Island est à l'intérieur des limites de la ville et du comté de San Francisco, dont le territoire s'étend loin dans la baie et jusqu'à la pointe de l'île d'Alameda (en).